# O Mapa da Mina
O Mapa da Mina é uma telenovela brasileira produzida e exibida pela TV Globo de 29 de março a 3 de setembro de 1993, em 137 capítulos. Substituiu Deus Nos Acuda e foi substituída por Olho no Olho, sendo a 48ª "novela das sete" exibida pela emissora.
Escrita por Cassiano Gabus Mendes, com a colaboração de Maria Adelaide Amaral, Gugu Keller, Walkíria Portero e Dejair Cardoso, contou com a direção de Denise Saraceni, Gonzaga Blota (também diretor geral), Roberto Naar e Flávio Colatrello.
Contou com as atuações de Carla Marins, Cássio Gabus Mendes, Malu Mader, Maurício Mattar, Carolina Ferraz, Fernanda Montenegro, Luis Gustavo e Eva Wilma.

## Enredo
No Uruguai, uma quadrilha rouba dez milhões de dólares em diamantes. Um dos ladrões, Rodolfo, toma o rumo da Argentina. Já Ivo vai para São Paulo, onde esconde o produto do roubo, mas acaba sendo preso. Oito anos depois, ao sair da cadeia, é atropelado e morre. Antes de morrer tem tempo de revelar ao filho Rodrigo, que tinha mandado fazer um mapa, tatuado acima das nádegas de uma menina, Elisa, filha de uma vizinha. O mapa mostra a localização dos diamantes, tendo até o cuidado de mandar fotografar a mocinha, que agora é uma noviça, prestes a fazer os votos perpétuos.
Elisa passa a ser perseguida por Rodrigo, por Rodolfo, pelo policial Raul e por Dona Zilda e seus filhos, os mafiosos Tony e Joe, todos interessados nos diamantes. Outra interessada no tesouro é a provocante Wanda, que acaba se apaixonando por Rodrigo e passa a disputá-lo com Elisa, que larga o convento e acaba se apaixonando pelo rapaz.

## Elenco
| Interprete              | Personagem                                   |
| ----------------------- | -------------------------------------------- |
| Cássio Gabus Mendes     | Rodrigo Simeone                              |
| Carla Marins            | Elisa Souto                                  |
| Malu Mader              | Wanda Machado                                |
| Luis Gustavo            | Tonico Machado (Tony)                        |
| Fernanda Montenegro     | Madalena Moraes                              |
| Mauro Mendonça          | Rodolfo Torres de Almeida                    |
| Eva Wilma               | Tatiana Torres de Almeida                    |
| Maurício Mattar         | Bakur Shariff                                |
| Tato Gabus Mendes       | Raul Gouveia                                 |
| Carolina Ferraz         | Bruna Torres de Almeida Lovatelli            |
| Beth Goulart            | Tânia Moraes                                 |
| Nair Bello              | Zilda Machado                                |
| Pedro Paulo Rangel      | Joaquim Machado (Joe)                        |
| Gianfrancesco Guarnieri | Vicente Rocha                                |
| Bete Mendes             | Carmem Simeone Rocha                         |
| John Herbert            | Wagner Amaral                                |
| Gisela Marques          | Lygia Amaral                                 |
| Antônio Abujamra        | Nero Horácio Koll                            |
| Nelson Freitas          | Roberto Lovatelli                            |
| Maria Padilha           | Giovana Alcântara                            |
| Dennis Carvalho         | Erasmo Alcântara                             |
| Marcelo Serrado         | Sílvio Azevedo                               |
| Bianca Byington         | Laís Azevedo                                 |
| Andrea Murucci          | Paula Strega                                 |
| Mila Moreira            | Carlota Strega                               |
| Ana Rosa                | Antônia Moraes                               |
| Antônio Grassi          | César de Oliveira                            |
| Luíza Brunet            | Nadir da Silva                               |
| Luis Maçãs              | Bruno Alencar (Bubi)                         |
| Clarice Niskier         | Dayse Correia                                |
| Cláudio Curi            | Pasqualino Stromboli                         |
| Paula Burlamaqui        | Neide Gonzaga                                |
| Suzana Faini            | Amélia Borges (Madre Amélia)                 |
| Mara Carvalho           | Ângela Almeida                               |
| Ada Chaseliov           | Olga Lopes                                   |
| Luís Felipe             | Marquinho                                    |
| Ricardo Resende         | Celso                                        |
| Desireé Vignolli        | Bárbara Lourenço                             |
| Mariane Vicentini       | Cibele Prado                                 |
| Yaçanã Martins          | Felipa Maria de Freitas                      |
| Paulo Carvalho          | Celso Torres                                 |
| Tatyane Goulart         | Carolina Torres de Almeida Lovatelli (Carol) |
| Natália Lage            | Beatriz Amaral (Bia)                         |
| Murilo Figueiredo       | André Amaral                                 |
| Jonathan Nogueira       | Pedro Alcântara                              |
| Amanda Acosta           | Eva Alcântara                                |
| Luã Ubacker             | Leonardo Azevedo (Léo)                       |

### Participações Especiais
| Interprete       | Personagem               |
| ---------------- | ------------------------ |
| Paulo José       | Ivo Simeone              |
| Marco Nanini     | Breno Ferraz             |
| Joana Rocha      | Carolina Aguiar          |
| Françoise Forton | Fernanda Sabino          |
| Lima Duarte      | Delegado Mauro Camargo   |
| Stênio Garcia    | Pedro Cunha              |
| Tony Ramos       | Jorge Flores             |
| Airton Aranha    | Allan Telles             |
| Xuxa Lopes       | Priscilane Souto         |
| Catalina Bonaki  | Gracyanne Ariola         |
| Guilherme Karan  | Dr. Caíque Martelo       |
| Yara Vitória     | Maura de Carvalho        |
| Leina Krespi     | Zuleica Camargo          |
| Lícia Magna      | Jurema Sousa             |
| João Signorelli  | Carlos Fernando          |
| Marcelo Escorel  | Paulo Ricardo de Freitas |
| Malu Valle       | Beatriz Pereira          |
| Miwa Yanagizawa  | Rafaela Torres           |
| Silvia Pareja    | Berenice Fragoso         |
| Paulo Pompéia    |                          |
| Sacy             | Tônico Lemo              |
| Waldir Rodrigues | Flávio Garcia            |
| Paulo Rezende    | Edmundo Leitão           |
| Eduarda Valente  | Mariana de Jesus         |

## Bastidores
O Mapa da Mina foi o último trabalho de Cassiano Gabus Mendes, que faleceu em 18 de agosto de 1993, faltando menos de quinze dias para o término da novela. Os capítulos já haviam sido entregues pelo autor, que sofreu um infarto do miocárdio aos 64 anos. O final do último capítulo foi marcado por uma homenagem ao autor.
Por conta dos baixos índices de audiência, cogitou-se a troca de horário entre O Mapa da Mina e Mulheres de Areia, que era exibida às 18h, porém isso não se concretizou.

## Trilha sonora

### Nacional
Capa: Carolina Ferraz
1. "Linha do Equador" - Djavan (tema de Bruna)
2. "Memória da Pele" - João Bosco (tema de Lygia)
3. "Gentil Loucura" - Skank
4. "É Demais Pra Mim" - Emílio Santiago (tema de Tatiana)
5. "A Maçã" - Deborah Blando (tema de Wanda)
6. "Lição de Astronomia" - Herbert Vianna (tema de Elisa)
7. "O Rap da Máfia" - A Caverna (tema de abertura)
8. "Tiro Ao Álvaro" - Raça Negra (tema de Nadir)
9. "A Noite Mais Linda" - José Augusto (tema de Tânia)
10. "Em 92" - Kid Abelha & Os Abóboras Selvagens (tema de Eva)
11. "Ah, Se Eu Fosse Homem…" - Ultraje a Rigor (tema de Mariana)
12. "Dom de Iludir" - Rita de Cássia (tema de Giovana)
13. "To Rave" - Franco Perini
14. "Sonhar (Pra Sempre)" - Silent
15. "To Drive" - Gold Mine Orchestra

### Internacional
Capa: Carla Marins
1. "Dark Is The Night" - A-ha (tema de Rodrigo)
2. "Face in the Mirror" - Glen Burtnik
3. "Mozart's Revenge" - Crazy Ivan (tema de locação: São Paulo)
4. "For You" - Gordon Grody (tema de Elisa)
5. "Shining Moon" - Eddy Benedict (tema de Tânia)
6. "You Look Like An Angel" - Red Sky (tema de Nadir)
7. "Games" - Terry Barrett (tema de Bruna)
8. "Walking In My Shoes" - Depeche Mode (tema de Wanda)
9. "Someone Like You" - James Ingram (tema de Giovana)
10. "Come Back The Sun" - Zucchero (tema de locação na periferia)
11. "Goodbye" - Air Supply (tema de Lygia)
12. "People Say It's Love" - Sour One (tema de Ângela)
13. "All We Had" - Fast Soryard (tema de Pedro e Eva)
14. "Take Me Now" - Carol Gibson & Tony Williams (tema de Tatiana)